# I Don’t Need a Man
I Don’t Need a Man – piąty singiel grupy The Pussycat Dolls pochodzący z jej pierwszego albumu PCD (2005). Singiel nie został wydany w Stanach Zjednoczonych. W Europie osiągnął spory sukces. Piosenka została napisana przez Nicole Scherzinger i wyprodukowana przez Richa Harrisona i Karae DioGuardi.

## Teledysk
Reżyserem teledysku był Chris Applebaum. Wideo zaczynają sceny, w których pojawiają się tańczące dziewczyny z zespołu. Gdy Nicole zaczyna śpiewać pierwszą zwrotkę ukazują się m.in.: Carmit Bachar susząca włosy i Jessica Sutta biorąca prysznic i przygotowująca się do wyjścia. Następnie podczas refrenu akcja rozgrywa się w salonie fryzjerskim. Podczas drugiej zwrotki wideo pokazuje Kimberly Wyatt w wannie, Melody Thornton robiącą sobie make-up, Ashley Roberts malującą sobie paznokcie i śpiewającą Nicole Scherzinger. Podczas drugiego refrenu dziewczyny wykonują choreografię na różowym parkiecie. Potem pojawia się Nicole na srebrnym fotelu. Kolejno pojawia się Nicole i Melody śpiewające „Let it Go”, ale właściwie słowa te razem z Nicole, śpiewa Carmit. Na końcu dziewczyny kolejny raz wykonują choreografię, ale tym razem na czarnym parkiecie – potem spada konfetti.
- Teledysk do singla „Zgodna Mlada” duetu Trik FX jest kopią wideo „I Don’t Need a Man”.

## Lista utworów
European Maxi CD
1. „I Don’t Need A Man” (Album Version) – 3:39
2. „I Don’t Need A Man” (Instrumental) – 3:39
3. „We Went As Far As We Felt Like Going” – 3:50
4. „I Don’t Need A Man” (Video) – 3:39

UK Single
1. „I Don’t Need A Man” (Album Version) – 3:39
2. „We Went As Far As We Felt Like Going” – 3:50

## Listy przebojów
| Lista przebojów (2006-2007)        | Pozycja |
| ---------------------------------- | ------- |
| UK Official Singles Chart          | 7       |
| Dutch Singles Top 40               | 4       |
| Irish Singles Chart                | 9       |
| Polish Top 50 Singles              | 4       |
| Lithuania Chart                    | 5       |
| Sweden Singles Top 60              | 27      |
| Australian ARIA Singles Chart      | 6       |
| New-Zeland Singles Chart           | 7       |
| Quaday Hot 100 Singles Philippines | 4       |
| Germany Singles Top 100            | 20      |
| Belgium Singles Chart              | 7       |
| Switzerland Singles Chart          | 15      |